# Paul Chieusse
Paul Chieusse, né en avril 1966, est un pilote de rallye français.

## Biographie
Il participe au championnat de France des rallyes Terre depuis 2004 (sur Subaru Impreza, puis véhicules Peugeot depuis 2007).

## Palmarès

### Titre
- Vice-champion de France des rallyes Terre: 2012 (copilote Didier Meffre, sur Peugeot 307 WRC);
  - 3e du championnat de France des rallyes Terre: 2009.

### Victoires en championnat de France des rallyes Terre
- Rallye Terre des Causses: 2009 (copilote Philippe Guellerin, sur Peugeot 206 WRC), et 2012 (copilote D. Meffre, sur Peugeot 307 WRC);

### Podiums en championnat de France des rallyes Terre
- 2e du rallye Terre des Causses: 2011 et 2013;
- 2e du rallye Terre de Vaucluse:  2012;
- 2e du rallye Terres de Catalunya: 2012;
- 2e du rallye Terre de Lozère: 2012;
- 2e du rallye Terre de l'Auxerrois: 2011;
- 2e du rallye Terre du Diois: 2009;
- 2e du rallye Terre des Cardabelles: 2008;
- 3e du rallye Terre de Vaucluse: 2008, 2009, 2010 et 2011;
- 3e du rallye Terre des Causses: 2008 et 2010;
- 3e du rallye Terre Ouest Provence: 2012;
- 3e du rallye Terre des Cardabelles: 2012;
- 3e du rallye Terre de Langres: 2011.